# Гончаренко Едуард Максимович
Гончаренко Едуард Максимович — радянський і український звукооператор та звукорежисер Одеської кіностудії.

## Фільмографія
- «Сторінки минулого» (1957)
- «На зеленій землі моїй…» (1958)
- «Спрага» (1959)
- «Повернення» (1960)
- «Приходьте завтра...» (1963)
- «Мрії назустріч» (1963)
- «Погоня» (1965)
- «Дубравка» (1967)
- «Пошук» (1967)
- «Увага, цунамі!» (1969, у співавт.)
- «Чортова дюжина» (1970)
- «Море нашої надії» (1971, у співавт.)
- «Петька у космосі» (1972)
- «Життя та дивовижні пригоди Робінзона Крузо» (1972, у співавт.)
- «Прощавайте, фараони!» (1974)
- «Контрабанда» (1974)
- «Причал» (1974)
- «Ар-хі-ме-ди!» (1975)
- «Туфлі з золотими пряжками» (1976)
- «Червоні дипкур'єри» (1977)
- «Д'Артаньян та три мушкетери» (1978, у співавт.)
- «Циган» (1979, у співавт.)
- «Гість» (1980, к/м, реж. І. Мінаєв)
- «Бережіть жінок» (1981)
- «Пригоди Тома Сойєра і Гекльберрі Фінна» (1981)
- «Військово-польовий роман» (1983)
- «За два кроки від „Раю“» (1984)
- «У пошуках капітана Гранта» (1986, у співавт.)
- «Гу-га» (1989)
- «Гамбрінус» (1990, у співавт.)
- «День кохання» (1990)
- «Мушкетери двадцять років потому» (1992)
- «Таємниця королеви Анни, або Мушкетери тридцять років по тому» (1993)
- «Я сама» (1993) та ін.